# Пономарёв, Иван Фёдорович (полный кавалер ордена Славы)
Иван Фёдорович Пономарёв (14.11.1907 — 18.03.1993) — номер расчёта 76-мм пушки 87-го стрелкового полка (26-я стрелковая Сталинская Краснознамённая ордена Суворова дивизия, 43-я армия, 1-й Прибалтийский фронт) младший сержант, участник Великой Отечественной войны, кавалер ордена Славы трёх степеней.

## Биография
Родился 14 ноября 1907 года в селе Гремячка Саратовского уезда Саратовской губернии, ныне Новобурасского района Саратовской области, в семье крестьянина. Русский.
Образование начальное. Работал полировщиком на заводе в городе Сталинград (ныне Волгоград).
В декабре 1942 года был призван в Красную армию Милютинским райвоенкоматом Ростовской области. С января 1943 года участвовал в боях с захватчиками. В первых боях был легко ранен, вернулся в строй. К осени 1943 года воевал в составе 175-го гвардейского стрелкового полка 58-гвардейской стрелковой дивизии, был наводчиком 45-мм орудия.
Первую боевую награду заслужил в бою 28 ноября 1943 года, когда в составе расчёта отразил 6 контратак противника и уничтожил до 20 вражеских солдат. Награждён медалью «За боевые заслуги».
30 ноября 1943 года в бою за безымянную высоту в Петровском районе Кировоградской области (Украина) гвардии красноармеец Пономарёв вместе с расчётом отбил все контратаки противника, истребив до 40 гитлеровцев. 10 марта в бою за село Новошевченково (Долинский район Кировоградской области) артиллеристы расчёта уничтожили свыше 10 гитлеровцев и подавили огонь 2 пулемётных точек.
Приказом по частям 58-й гвардейской стрелковой дивизии от 19 марта 1944 года (№ 12/н) гвардии красноармеец Пономарёв Иван Фёдорович награждён орденом Славы 3-й степени.
Этот орден остался не врученным. 12 марта в бою был тяжело ранен. После госпиталя в свою часть не вернулся.
С осени 1944 года воевал в составе 87-го стрелкового полка 26-й стрелковой дивизии, снова в орудийном расчёте только уже 76-мм орудия. Участвовал Рижской, Мемельской наступательных операциях, в блокаде Курляндской группировки противника.
14 сентября 1944 года при прорыве обороны противника у населённого пункта Сауснея (Эргельский край, Латвия) красноармеец Пономарёв, действуя с расчётом с открытой позиции, разбил блиндаж с расчётом станкового пулемёта, 37-мм орудие. При отражении контратаки противника огнём из автомата уничтожил несколько гитлеровцев, сменил вышедшего из строя наводчика и продолжал отлично наводить орудие на цель.
Приказом по частям 26-й стрелковой дивизии от 20 сентября 1944 года (№ 70/н) красноармеец Пономарёв Иван Фёдорович награждён орденом Славы 3-й степени (повторно, сведений о предыдущем награждении не было).
В дальнейшем участвовал в Восточно-Прусской операции, в этих боях был уже наводчиком орудия.
2 февраля 1945 года в бою за населённый пункт Паггенен (северо-восточнее современного села Романово Зеленоградского района Калининградской области) младший сержант Пономарёв, командуя расчётом, быстро и умело подобрал огневую позицию вывел орудие для стрельбы прямой наводкой и стал расстреливать контратакующего противника картечью. Контратака была отбита. В ходе боя расчёт подавил 2 пулемётные точки с прислугой и уничтожил до 20 гитлеровцев. Был представлен к награждению орденом Красной Звезды.
Приказом по войскам 43-й армии от 6 марта 1945 года (№ 60) младший сержант Пономарёв Иван Фёдорович награждён орденом Славы 2-й степени.
Последний боевой орден заслужил в завершающих боях в апреле 1945 года. В бою за населённый пункт Эленкруг (Восточная Пруссия) заменил раненого наводчика, уничтожил пулемётную точку и до 5 гитлеровцев. Награждён орденом Отечественной войны 1-й степени.
В октябре 1945 года старшина Пономарёв был демобилизован. Вернулся на родину.
Указом Президиума Верховного Совета СССР от 31 марта 1956 года приказ от 20 сентября 1944 года был отменён и Пономарёв Иван Фёдорович награждён орденом Славы 1-й степени. Стал полным кавалером ордена Славы.
Жил в городе Саратов. Работал садоводом на опытной станции. Скончался 18 марта 1993 года. Похоронен на Елшанском кладбище города Саратова.

## Награды
- Орден Отечественной войны I степени (3.03.1985)[3]
- Орден Отечественной войны I степени (17.10.1943)[4]
- Полный кавалер ордена Славы:
  - орден Славы III степени[5] Перенаграждён I ст. (31.03.1956);
  - орден Славы II степени (06.03.1945)[6];
  - орден Славы III степени (19.03.1944)[7];
- медали, в том числе:
  - «За боевые заслуги» (09.12.1943)[8]
  - «В ознаменование 100-летия со дня рождения Владимира Ильича Ленина» (6 апреля 1970)
  - «За победу над Германией» (9 мая 1945[9])[10]
  - «За взятие Кёнигсберга» (9.6.1945)
  - «20 лет Победы в Великой Отечественной войне 1941—1945 гг.» (7 мая 1965[11])
  - «30 лет Победы в Великой Отечественной войне 1941—1945 гг.»[12]
  - 40 лет Победы в Великой Отечественной войне 1941—1945 гг.[13]
  - «30 лет Советской Армии и Флота»[14]
  - «40 лет Вооружённых Сил СССР»[15]
  - «50 лет Вооружённых Сил СССР» (26 декабря 1967[16])
- Знак «25 лет победы в Великой Отечественной войне» (1970)

## Память
- На могиле установлен надгробный памятник
- Его имя увековечено в Главном Храме Вооружённых сил России, и навсегда запечатлено на мемориале «Дорога памяти»